# The Common Linnets (album)
The Common Linnets è il primo eponimo album in studio del gruppo musicale olandese The Common Linnets, pubblicato nel 2014.
Con il brano Calm After the Storm il gruppo ha partecipato all'Eurovision Song Contest 2014.

## Tracce
1. Calm After the Storm – 3:32
2. Hungry Hands – 3:52
3. Arms of Salvation – 2:29
4. Still Loving After You – 3:54
5. Sun Song – 2:46
6. Lovers & Liars – 3:36
7. Broken But Home – 4:33
8. Before Complete Surrender – 4:43
9. Where Do I Go With Me – 3:36
10. Time Has No Mercy – 2:48
11. Give Me a Reason – 3:41
12. When Love Was King – 4:06
13. Love Goes On – 3:53

## Classifiche
| Classifica (2014) | Posizione raggiunta |
| ----------------- | ------------------- |
| Paesi Bassi       | 1                   |
| Regno Unito       | 40                  |